# Changan Ford Mazda
Changan Ford Mazda – dawna spółka typu joint venture, założona w 2003 roku przez Chang’an Motors i Ford Motor Company, zajmująca się produkcją wybranych modeli marki Ford. Siedziba przedsiębiorstwa mieściła się w Chongqing w Chinach.